# Lac des Oiseaux
Lac des Oiseaux est une commune de la wilaya d'El Tarf en Algérie.

## Histoire
La commune tient son nom du lac homonyme de 120 hectares situé juste au nord de la municipalité et classé réserve naturelle en 2003.

## Réserve naturelle

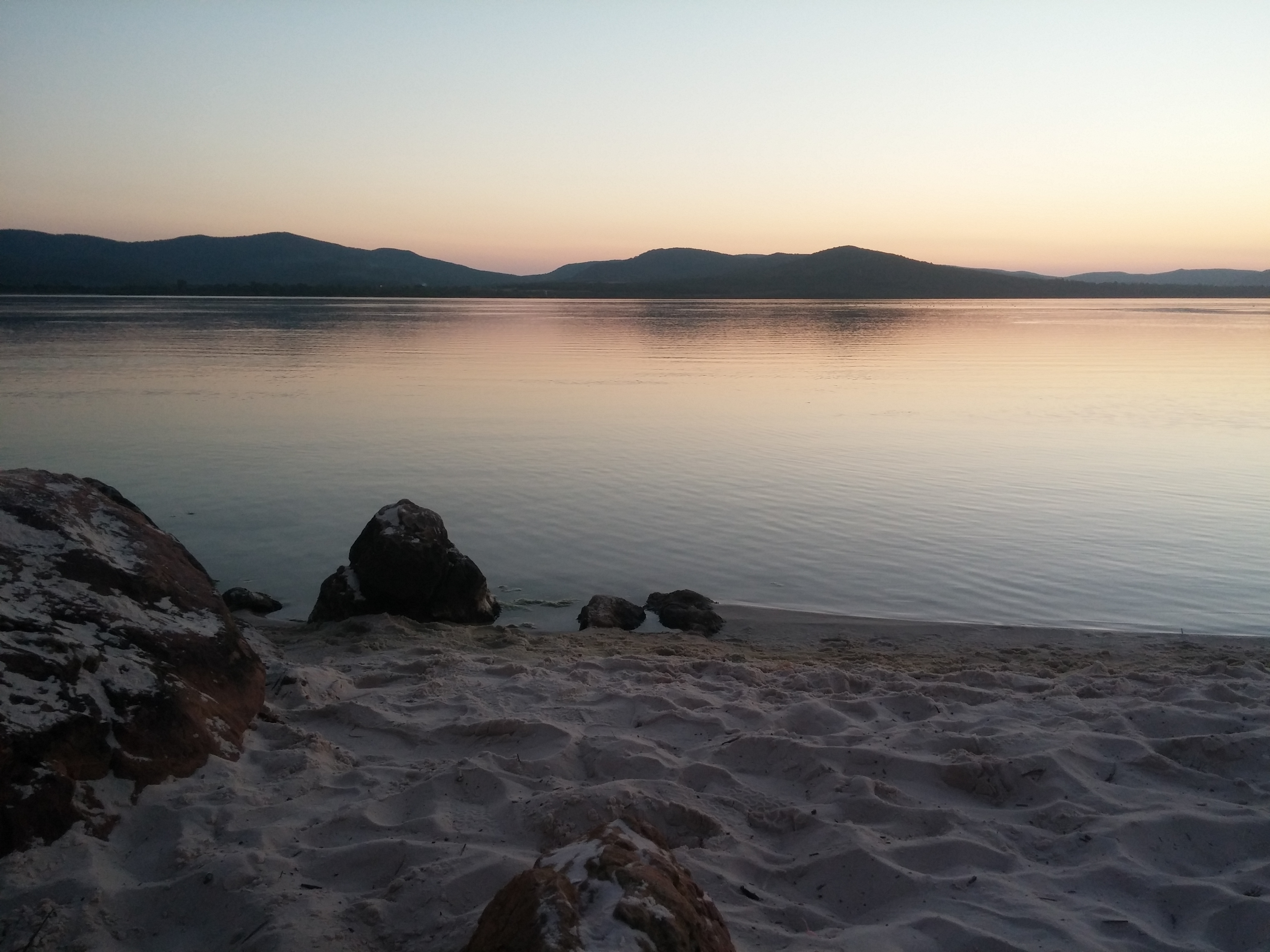
Le Lac des Oiseaux.

Le Lac des Oiseaux fait l'objet d'une réserve naturelle classée site Ramsar le 22 mars 1999,.